# Scisma di Utrecht
Lo scisma di Utrecht è uno scisma della Chiesa cattolica che ha portato alla nascita della dottrina chiamata vetero-cattolicesimo, le cui comunità sono raccolte nell'Unione di Utrecht delle Chiese vetero-cattoliche; tale scisma si è compiuto in due diversi momenti tra Settecento e Ottocento.

## Storia
La causa iniziale dello scisma fu l'adesione della Chiesa olandese al giansenismo, per cui papa Clemente XI prima sospese (1702) e infine scomunicò (1704) il vicario apostolico della Missione Olandese Petrus Codde.
Il consiglio del vicariato di Utrecht (che rivendicava il privilegio di eleggere l'arcivescovo come erede del capitolo della cattedrale benché quest'ultimo avesse rinunciato a tale diritto nel XVI secolo) rispose nominando arcivescovo della città il vicario Cornelius van Steenoven, che fu consacrato dal vescovo francese Dominique Marie Varlet. Papa Benedetto XIII sospese sia Varlet (1723) sia Steenhoven (1725), dichiarandone invalida l'elezione.
Con la scomunica di Steenoven nacque quindi la Chiesa vetero-cattolica dei Paesi Bassi (all'epoca conosciuta come Chiesa giansenista olandese), considerata dai cattolici scismatica, anche se non eretica. Ciò nonostante, fino al 1858 tutti gli arcivescovi vetero-cattolici eletti notificarono la loro elezione al Papa, continuando a non considerarsi separati dalla Chiesa di Roma.
La rottura definitiva avvenne nel secolo successivo, pochi anni prima del Kulturkampf, quando papa Pio IX decise nel 1853 di ripristinare con il breve Ex qua die la provincia ecclesiastica di Utrecht e quindi una nuova gerarchia cattolica nei Paesi Bassi e, soprattutto, quando il Concilio Vaticano I proclamò il dogma dell'infallibilità del papa (1869-1870): alcuni intellettuali e teologi cattolici dell'Europa centrale (Germania, Austria, Svizzera, Polonia, Paesi Bassi), guidati da Ignaz von Döllinger, non accettarono le conclusioni del Concilio e, supportati dall'arcivescovo di Utrecht che ordinò vescovi e preti per loro, formarono delle nuove chiese indipendenti, più tardi riunite nell'Unione di Utrecht delle Chiese vetero-cattoliche (1889).